# Eberhard der Jüngere von Gemmingen
Eberhard von Gemmingen, der Jüngere († vor 1426) war ein früher Angehöriger des Stamms B (Hornberg) der Freiherren von Gemmingen. Er wird meist mit seinem Bruder Gerhard d. J. († 1428) erwähnt. Aus dem Besitz des Vaters erbten die Brüder Besitz in Gemmingen, Stebbach, Ittlingen und anderen Orten. Sie selbst erwarben das halbe Schloss Neudeck und Besitz in Erlenbach sowie in Ober- und Unterbeutingen.

## Leben
Er war ein Sohn des Gerhard d. Ä. († 1402) und der  Anna von Liebenstein, die 1409 noch lebte. 1396 verlieh ihm Graf Ulrich von Hohenlohe Albrecht von Gemmingens heimgefallenes Lehen in Gemmingen. Gemeinsam mit Eberhard wird meist sein Bruder Gerhard d. J. († 1428) erwähnt. 1400 erhielten die Brüder den Besitz ihres kinderlosen Onkels Eberhard. 1401 standen die Brüder in einer Fehde gegen Engelhard von Rosenberg und Dietrich von Zwingenberg, wo sie einander viel Schaden gethan haben sollen. 1402 erbten die Brüder auch noch den Besitz des Vaters. 1408 sprach Albrecht von Hohenlohe die Brüder von Ansprüchen aus einer noch vom Vater getätigten Pfandschaft in Ingelfingen los. 1411 einigten sich die Brüder in Sachen ihres Gemminger Besitzes, unter den Zeugen war Speyrer Bischof Raban von Helmstatt. 1413 erwarben die Brüder von Albrecht von Hohenlohe einen Teil von Schloss Neudeck, in Erlenbach, in Ober- und Unterbeutingen. 1414 ist Eberhard in der Gesellschaft mit dem Esel und führt die Erbteilung unter den Kindern von Dieter von Gemmingen durch. 1423 verhandelte er in einem Streit zwischen den Bürgern von Sindringen und Peter von Berlichingen. 1426 war er tot. Man weiß nicht, wo er starb und begraben liegt. Sein Besitz kam an den bei Eberhards Tod wohl noch nicht mündigen gleichnamigen Sohn Eberhard „der Taube“, in dessen Namen Eberhards Bruder Gerhard 1426 die speyrischen Lehen der Familie entgegennahm. Gerhard starb 1428 und hinterließ nur zwei Töchter, sein Besitz kam auch an die Nachkommen Eberhards.

## Familie
Er war verheiratet mit Anne von Berlichingen und Els von Zwingenberg († 1455). Aus der zweiten Ehe stammen zwei Kinder.
Nachkommen:
- Enlin, über den nichts weiter bekannt ist
- Eberhard der Taube († 1479) ⚭ Barbara von Neipperg († 1486)